# 1826 Miller
Az 1826 Miller (ideiglenes jelöléssel 1955 RC1) a Naprendszer kisbolygóövében található aszteroida. Az Indianai Egyetem fedezte fel 1955. szeptember 14-én.